# На Західному фронті без змін (фільм, 2022)
«На Західному фронті без змін» (нім. Im Westen nichts Neues, англ. All Quiet on the Western Front) — антивоєнний фільм режисера Едварда Бергера, оснований на однойменному романі Еріха Марії Ремарка. У стрічці знялися Даніель Брюль, Альбрехт Шух, Себастьян Хюльк, Фелікс Каммерер, Аарон Хільмер, Едін Хасанович та Дефід Штрізов. Прем'єра фільму відбулася у вересні 2022 року на Кінофестивалі у Торонто. Прем'єра в кінотеатрах Німеччини відбулася 29 вересня, а світова прем'єра на платформі Netflix пройшла 28 жовтня 2022.

## Сюжет
У 1917 році, через три роки після початку Першої світової війни, 17-річний Пауль Боймер записується в німецьку імперську армію разом із друзями Альбертом Кроппом, Францем Мюллером і Людвігом Бемом. Вони слухають патріотичну промову шкільного чиновника і несвідомо отримують уніформу від солдатів, убитих у попередньому бою. Після того, як їх підрозділ розгортають у Північній Франції поблизу Ла-Мальмезон, вони подружилися зі Станіславом «Катом» Качинським, старшим солдатом. Їхній романтичний погляд на війну руйнується реаліями окопної війни на Західному фронті, і Людвіг гине від артилерії в першу ж ніч.
7 листопада 1918 року німецький чиновник Маттіас Ерцбергер, втомлений від зростаючих втрат, зустрічається з німецьким верховним командуванням, щоб переконати їх почати переговори про перемир'я з союзними державами. Тим часом Пауль і Кат викрадають гусака з ферми, щоб поділитися з Альбертом, Францом і ще одним ветераном, Тьяденом Стекфлітом, з яким вони зблизилися на фронті в Шампані. Кат, який є неписьменним, змушує Пауля прочитати йому листа від дружини та хвилюється, що він не зможе повернутися до суспільства мирного часу. Франц проводить ніч із місцевою француженкою та привозить її шарф як сувенір.
9 листопада Ерцбергер і німецька делегація сідають в потяг, який прямує до Комп’єнського лісу, щоб домовитися про припинення вогню. Пауль і його друзі вирушають на місію, щоб знайти 60 зниклих безвісти новобранців, яких відправили підкріпити їхній підрозділ, і виявляють, що вони були вбиті газом після того, як передчасно зняли маски. Генерал Фрідріхс, який виступає проти переговорів про перемир'я, наказує атакувати до прибуття французького підкріплення. Тієї ночі делегація Ерцбергера досягає Комп'єнського лісу, а полк Пауля вирушає на фронт, щоб підготуватися до наступу на французькі лінії.
10 листопада Верховний головнокомандувач союзними силами Фердинанд Фош дає німцям 72 години, щоб прийняти умови союзників, які не підлягають обговоренню. Тим часом німецька атака займає французьку лінію фронту після рукопашного бою, але була розгромлена контратакою, в якій французи використовують танки "Сен-Шамон", щоб подолати німецьку оборону. Франца відокремлюють від групи, в той час як Альберт гине, намагаючись здатися. Потрапивши в кратер на нейтральній смузі землі разом із французьким солдатом, Пауль завдає йому удару ножем і спостерігає, як той повільно вмирає, відчуваючи докори сумління та просячи вибачення у його мертвого тіла.
Ерцбергер дізнається про зречення кайзера Вільгельма II і отримує вказівки від фельдмаршала Пауля фон Гінденбурга прийняти умови союзників. Пауль повертається до свого підрозділу і бачить, як вони святкують швидке закінчення війни. Він знаходить пораненого Тьядена, який віддає йому шарф Франца. Пауль і Кат приносять йому їжу, але Тьяден, збентежений тим, що він каліка, завдає собі смертельних ран в горло виделкою, яку вони йому принесли (раніше він їм розповів, що хоче бути жандармом, очевидно після поранення він не зміг би ним бути).
11 листопада делегація Ерцбергера підписує перемир'я, яке набуває чинності об 11:00. Дізнавшись про припинення вогню, Пауль і Кат удруге крадуть з ферми, але останнього пострілом з рушниці ранить син фермера, і той помирає, не прибувши до лазарету вчасно. Генерал Фрідріхс, який хоче закінчити війну перемогою Німеччини, наказує розпочати атаку о 10:45. Пауль вбиває стільки французьких солдатів, скільки може, перш ніж його вдарили багнетом ззаду за кілька секунд до 11:00 ранку. Пауль спотикається в траншеї та в останні секунди свого життя дивується наприкінці конфлікту життю мирному, після помирає від поранення.
Невдовзі новоприбулий німецький новобранець, якого Пауль врятував у бою, знаходить обліплене брудом його тіло та бере шарф Франца, але не жетон, який є ідентифікатором загиблих солдатів. У результаті смерть Пауля не зафіксована.

## У ролях
- Фелікс Каммерер — Пауль Боймер
- Даніель Брюль — Маттіас Ерцбергер
- Аарон Хільмер — Альберт Кроп.
- Альбрехт Шух — Станіслаус Катчинський «Кат»
- Едін Хасанович — Тьяден
- Девід Штрісов — генерал Фрідріх
- Себастьян Хюльк — майор фон Бріксдорф

## Виробництво

### Розробка
У лютому 2020 року стало відомо про початок розробки нової екранізації роману Еріха Марії Ремарка "На Західному фронті без змін". Режисером був призначений Едвард Бергер, а Даніель Брюль зіграв одну з головних ролей, а також став одним із продюсерів. Сценаристами стали Леслі Паттерсон та Іан Стокелл. Фільм був знятий німецькою мовою.

### Знімання
Знімання фільму розпочали у Празі (Чехія) у березні 2021 року.

## Прем'єра
Світова прем'єра фільму відбулася на платформі Netflix 28 жовтня 2022 року. Перед цим фільм показали на Кінофестивалі в Торонто, а також у кінотеатрах Німеччини.

## Критика
На веб-сайті агрегатора рецензій Rotten Tomatoes 89% зі 162 відгуків критиків є позитивними із середнім рейтингом 8,1/10. Консенсус веб-сайту говорить: «На Західному фронті без змін, як своєчасний, так і позачасовий, зберігає силу свого класичного вихідного матеріалу, зосереджуючись на марності війни». Metacritic, який використовує середньозважену оцінку, поставив фільму оцінку 76 зі 100 на основі 37 критиків, вказуючи на «загалом схвальні відгуки». 
Бен Кенігсберг, автор газети The New York Times, вважає, що фільм був менш вражаючим, ніж версія 1930 року, але він оцінив потужний саундтрек. Він також високо оцінив додавання паралельного сюжету про перемир’я, навіть якщо він розходився з розповіддю від першої особи роману. Він виявив змінену долю персонажів потужною розповіддю. Джамел Буї в The New York Times сказав, що версія 2022 року упустила суть роману, який не тільки антивоєнний, але й зображує відчуження та жахливі втрати навіть для тих, хто повертається додому. «Ремарк не так цікавиться війною та геополітикою, як війною, оскільки людський абсурд став очевидним». У послідовності фільму 1930 року, пропущеної у фільмі 2022 року, Пауль повертається додому у відпустку і не може спілкуватися з колишніми вчителями та іншими дорослими. «Ти все ще думаєш, що це красиво і солодко померти за свою країну, чи не так?» каже Пауль. «Перше бомбардування навчило нас іншому». За словами Буї, «включення цього політичного сюжету та виключення повернення Пауля додому змінює «На Західному фронті без змін» від психологічного аналізу досвіду солдата та засудження війни до набагато простішої історії про доброчесних солдатів і цинічних лідерів, які їх зрадили». 
Марк Кермоуд каже, що попри те, що фільм є на Netflix, є чудова причина подивитися його в кінотеатрах, оскільки він «візуально дуже, дуже вражаючий, приголомшливий і виснажливий». «Звичайно, це жахливо... і так і повинно бути». Історик культури Бетані Ваятт доводить, що це «найкращий фільм про Першу світову війну на сьогодні». Вона стверджує, що це «відповідає духу роману Ремарка». Ваятт каже, що «важко зрівнятися з підсумками «На Західному фронті без змін» 1930 року, але екранізації 2022 року вдалося створити власну елегію для чоловіків, які не повернулися додому". 
Багато німецьких критиків високо оцінювали екшн, але знайшли недоліки у значних відхиленнях фільму від книги, яка є обов’язковою для читання в багатьох німецьких школах. Губерт Ветцель, написавши в Süddeutsche Zeitung, розкритикував зміни у фільмі до книги, заявивши, що «ви повинні запитати себе, чи режисер Берґер взагалі читав роман Ремарка». Він також критикує, що Бергер додавав персонажів за бажанням, пропускаючи центральних персонажів і сцени. Фільм також отримав негативні відгуки від Frankfurter Allgemeine Zeitung. Військовий історик Зонке Нейцель похвалив сцени битв, як більш історично достовірні, ніж попередні екранізації, але розкритикував фільм за зображення солдатів, яких розстрілюють, щоб запобігти дезертирству, оскільки за дезертирство під час війни було страчено лише 48 солдатів. 